# Rivière Noire (rivière Daaquam)
Pour les articles homonymes, voir Rivière Noire.
La rivière Noire (anglais : Black River) est un affluent de la rivière Daaquam, traversant les municipalités de Saint-Magloire et Saint-Camille-de-Lellis, dans la municipalité régionale de comté (MRC) Les Etchemins, dans la région administrative de Chaudière-Appalaches, au Sud du Québec, au Canada.
La rivière Noire coule en zones forestières et agricoles en passant à l'ouest du village de Saint-Magloire et dans le hameau de Ménard.

## Géographie
La rivière Noire prend sa source d'un ruisseau de montagne du Parc régional du Massif-du-Sud sur le versant sud-est des Monts Notre-Dame dans la partie nord de Saint-Magloire. Plus précisément, cette source est située au sud-est de la municipalité de Saint-Philémon et du hameau de Saint-Philémon-Sud, au nord-ouest du centre du village de Saint-Magloire et à l’est du sommet du Mont Saint-Magloire (altitude : 912 m) lequel est situé dans la partie sud de Saint-Philémon (MRC de Bellechasse).
À partir de sa source, la rivière Noire coule sur environ 28 km selon les segments suivants :
Cours supérieur de la rivière Noire (segment de 11 km)
- 7,4 km vers le Sud dans le canton de Langevin, en dévalant la montagne, jusqu'au rang Saint-Léon ;
- 1,3 km vers le Sud-Est, jusqu'à la décharge du Lac Gravier (venant du Sud-Ouest) ;
- 1,8 km vers l’Est, jusqu'au pont du rang Saint-Cyrille ;
- 1,1 km vers le Nord-Est, jusqu'à la confluence de la rivière Blanche (rivière Noire) (venant du Nord).

Cours inférieur de la rivière Noire (segment de 17 km)
À partir de la confluence de la rivière Blanche, la rivière Noire coule sur :
- 3,5 km vers le Sud-Est, jusqu'au pont du rang Saint-Charles Nord ;
- 0,7 km vers le Sud-Est, jusqu’au pont de la route 281, près de l’intersection du rang Saint-Charles Sud ;
- 1,2 km vers le Sud-Est, jusqu'au pont du rang Saint-Joseph et de la confluence de la rivière des Castors (rivière Noire) (venant du Sud-Ouest) ;
- 2,5 km vers le Sud-Est, jusqu'à la limite de la municipalité de Saint-Camille-de-Lellis ;
- 0,4 km vers l’Est, jusqu'à un ruisseau (venant du Sud-Ouest) lequel draine des zones humides ;
- 1,3 km vers l’Est, jusqu’à la confluence de la rivière aux Orignaux (rivière Noire) (venant du Nord) ;
- 1,2 km vers l’Est, jusqu’au pont du rang Saint-Joseph ;
- 3,6 km vers le Sud, en formant un détour vers l’Est, jusqu’à la confluence de La Petite Rivière (rivière Noire) ;
- 1,1 km vers le Sud-Est, jusqu’au pont de la route 204 ;
- 1,7 km vers le Sud-Est, jusqu’à la confluence de la rivière[2].

La rivière Noire se déverse sur la rive Nord de la rivière Daaquam, à la limite du canton de Bellechasse et de Daaquam. Cette confluence est située à :
- 6,0 km au Sud-Est du centre du village de Saint-Magloire ;
- 3,8 km au Nord-Ouest de la frontière canado-américaine.
- 4,3 km au Sud-Ouest du centre du village de Saint-Camille-de-Bellechasse.

À partir de la confluence de la rivière Noire, la rivière Daaquam coule vers le Nord-Est jusqu'à la rivière Saint-Jean Nord-Ouest laquelle coule à son tour vers l'Est jusqu'au fleuve Saint-Jean. Ce dernier coule vers l'Est et le Nord-Est en traversant le Maine, puis vers l'Est et le Sud-Est en traversant le Nouveau-Brunswick.

## Toponymie
Le toponyme rivière Noire a été officialisé le 5 décembre 1968 à la Commission de toponymie du Québec.

## Liste des ponts
| Traverses  | Photo | Municipalité(s)         | Année de construction | Route                        | Longueur | Type de pont                             |
| ---------- | ----- | ----------------------- | --------------------- | ---------------------------- | -------- | ---------------------------------------- |
| Ponceau    |       | Saint-Magloire          |                       | Rang Saint-Anselme           |          |                                          |
| Ponceau    |       | Saint-Magloire          |                       | Rang Saint-Léon              |          |                                          |
| Pont 01014 |       | Saint-Magloire          | 1927                  | Rang Saint-Cyrille           | 14,0 m   | Pont à poutres d'acier enrobées de béton |
| Pont 01017 |       | Saint-Magloire          | 1930                  | Rang Saint-Charles Nord      | 24,6 m   | Pont à poutres d'acier enrobées de béton |
| Pont 16507 |       | Saint-Magloire          | 2007                  | Route 281                    | 26,2 m   | Pont à portique en béton                 |
| Pont 01020 |       | Saint-Magloire          | 1948                  | Rang Saint-Joseph            | 17,1 m   | Pont acier-bois                          |
| Pont 00950 |       | Saint-Camille-de-Lellis | 1953                  | Rang Saint-Joseph            | 26,8 m   | Pont acier-bois                          |
| Pont 00948 |       | Saint-Camille-de-Lellis | 1953                  | Route 204                    | 51,0 m   | Pont à poutres en acier                  |
| Pont 18952 |       | Saint-Camille-de-Lellis |                       | Chemin de fer Québec Central |          | Pont à poutres en acier                  |